# New Japan Pro Wrestling
A New Japan Pro Wrestling (NJPW) (新日本プロレス, Shin Nihon Puroresu) é a principal promotora japonesa de luta livre profissional com sede em Nakano, Tóquio. Fundada por Antonio Inoki em 1972, foi vendida para a Yuke's, que depois a vendeu para a Bushiroad em 2012. A TV Asahi e a Amuse, Inc. detém ações minoritárias da companhia. Naoki Sugabayashi atuou como presidente até setembro de 2013, enquanto Takami Ohbari assumiu em outubro de 2020.
Devido ao seu programa ser exibido na TV Asahi, a NJPW é a maior promotora de luta profissional no Japão, afiliada à National Wrestling Alliance em diversos momentos. A NJPW teve acordos com várias marcas de MMA e de luta profissional em todo o mundo, incluindo WWE, World Championship Wrestling, American Wrestling Association, World Class Championship Wrestling, Total Nonstop Action Wrestling, WAR, UWFi, Ring of Honor, Pride Fighting Championships e Jersey All Pro Wrestling. O maior evento é o espetáculo anual realizado em 4 de janeiro no Tokyo Dome, que ocorre desde 1992 e atualmente está sob a marca "Wrestle Kingdom".
Atualmente, a New Japan Pro Wrestling (NJPW) é de propriedade da empresa japonesa de jogos de cartas Bushiroad, que apostou em sua entrada no mundo da luta livre profissional em um jogo de cartas comercial, King of Pro Wrestling, e nas aparições de estrelas da NJPW em suas várias franquias.

## Títulos e Torneios

### Títulos Atuais
| Torneio                                       | Campeão Atual                                  | Data                    |
| --------------------------------------------- | ---------------------------------------------- | ----------------------- |
| IWGP Heavyweight Championship                 | Tetsuya Naito                                  | 05 de Janeiro de 2020   |
| IWGP Intercontinental Championship            | Tetsuya Naito                                  | 09 de Junho de 2019     |
| NEVER Openweight Championship                 | Tomohiro Ishii                                 | 09 de Junho de 2019     |
| IWGP United States Heavyweight Championship   | Jon Moxley                                     | 04 de Janeiro de 2020   |
| IWGP Tag Team Championship                    | Guerrillas of Destiny (Tama Tonga & Tanga Loa) | 23 de Fevereiro de 2019 |
| IWGP Junior Heavyweight Championship          | Hiromu Takahashi                               | 04 de Janeiro de 2020   |
| IWGP Junior Heavyweight Tag Team Championship | Roppongi 3K (Sho & Yoh)                        | 05 de Janeiro de 2020   |
| NEVER Openweight 6-Man Tag Team Championship  | EVIL, Shingo Takagi & BUSHI                    | 05 de Janeiro de 2020   |

## Títulos Desativados
| Torneio                                    | Vencedor(es)                                  | Data de retirada     |
| ------------------------------------------ | --------------------------------------------- | -------------------- |
| IWGP U-30 Openweight Championship          | Hiroshi Tanahashi                             | 7 de junho, 2006     |
| IWGP Provisional Tag Team Championship     | Wild Child (Manabu Nakanishi e o Takao Omori) | 28 de setembro, 2006 |
| NWF Heavyweight Championship               | Shinsuke Nakamura                             | 5 de janeiro, 2004   |
| WWF International Heavyweight Championship | Tatsumi Fujinami                              | 31 de outubro, 1985  |
| WWF International Tag Team Championship    | Tatsumi Fujinami e o Kengo Kimura             | 31 de outubro, 1985  |
| WWF Junior Heavyweight Championship        | The Cobra                                     | 31 de outubro, 1985  |
| J-Crown                                    | Shinjiro Otani                                | 5 de novembro, 1997  |

### Torneios
| Torneio                                        | Último Vencedor(s)                                           | Último evento          | Tipo                          | Criado | Notas |
| ---------------------------------------------- | ------------------------------------------------------------ | ---------------------- | ----------------------------- | ------ | --- |
| G1 Climax                                      | Kota Ibushi                                                  | 12 de agosto de 2019   | Peso Pesado                   | 1991   | Maior torneio anual da NJPW, principalmente para os Heavyweights, mas não há limite oficial para o peso. Principalmente em um formato round-robin Antes da G1 Climax, a NJPW tinha um torneio anual desde 1974 sob vários nomes: World League (1974-77), Madison Square Garden (MSG) League (1978-82), International Wrestling Grand Prix (IWGP) League (1983-88) e World Cup Tournament (1989). |
| World Tag League                               | Los Ingobernables de Japon (Evil e Sanada)                   | 11 de dezembro de 2017 | Equipes                       | 1991   | Torneio Round Robin anual de equipas da NJPW. Antes da World Tag League, a NJPW tinha um torneio anual de equipas desde 1980 sob vários nomes: a Madison Square Garden (MSG) Tag League (1980-85), a International Wrestling Grand Prix Tag League (1985), a Japan Cup Tag League (1986-87), a Super Grade Tag League (1991-98) e a G1 Tag League (1999-11). |
| New Japan Cup                                  | Katsuyori Shibata                                            | 20 de março de 2017    | Peso Pesado                   | 2005   | Torneio de eliminatória simples |
| Best of the Super Juniors                      | Kushida                                                      | 3 de junho de 2017     | Peso Pesado Júnior            | 1988   | Torneio round-robin anual de Junior Heavyweights de todo o mundo. |
| Super J Cup                                    | Kushida                                                      | 21 de agosto de 2016   | Peso Pesado Júnior            | 1994   | Torneio de eliminatórias simples com junior heavyweights de todo o mundo. O torneio foi apresentado em outras promoções como também na NJPW. |
| Super Jr. Tag Tournament                       | Roppongi 3K (Sho e Yoh)                                      | 5 de novembro de 2017  | Equipes de Peso Pesado Júnior | 1994   | Torneio anual com equipes do mundo inteiro. A NJPW realizou anteriormente torneios semelhantes, com o primeiro sendo o Junior Heavyweight Super Grade Tag League em 1996, ganho por Eddie Guerrero como Black Tiger II e The Great Sasuke. Também realizaram a G1 Junior Tag League em 2001, vencida por El Samurai e Jushin Thunder Liger. Em 8 de maio de 2010, a NJPW também realizou uma noite de torneio de eliminatória simples, sob o nome Super J Tag Tournament, com vitória de El Samurai e Koji Kanemoto. Em 13 de novembro de 2010, a NJPW realizou a Super J Tag League, um torneio round-robin, que foi ganho por Jado e Gedo. |
| Young Lion Cup                                 | Katsuya Kitamura                                             | 2017                   | Amadores                      | 1985   | Torneio que não é realizado a cada ano. Entre 1974 e 1976, a NJPW realizou a "Karl Gotch Cup", um torneio semelhante a um torneio de amadores. |
| J Sports Crown Openweight 6 Man Tag Tournament | Apollo 555 (Hirooki Goto, Prince Devitt e o Ryusuke Taguchi) | 23 de junho, 2011      | Trios                         | 2010   | Não anual |
| G2 U-30 Climax                                 | Hiroshi Tanahashi                                            | 23 de abril, 2003      | U-30 Qualquer peso            | 2003   | Não anual |